# Eschentzwiller
Eschentzwiller – miejscowość i gmina we Francji, w regionie Grand Est, w departamencie Górny Ren.
Według danych na rok 1990 gminę zamieszkiwało 1116 osób, 350 os./km².